# Schürfarbeit
Als Schürfarbeit, oder auch Schurfarbeit, bezeichnet man im Bergbau sämtliche zum Schürfen gehörenden oder erforderlichen Arbeiten. Die Schürfarbeit ist ausgerichtet auf das Aufschließen des Ausgehenden einer Lagerstätte oder das Aufsuchen des Ausgehenden. Sie wird in der Regel außerhalb eines bereits bestehenden und begehbaren Grubengebäudes durchgeführt.

## Grundlagen und bergrechtliche Belange
Bevor ein Schürfer mit der Schürfarbeit beginnen konnte, musste er zunächst bestimmte bergrechtliche und auch fachliche Dinge beachten. Zunächst einmal war es nach den Berggesetzen erforderlich, dass der Schürfer im Besitz eines amtlichen Dokuments in Form eines auf ihn ausgestellten Schürfscheines war. Diese Regelung galt auch, wenn er auf seinem eigenen Grund und Boden Schürfarbeiten durchführen wollte. Wenn er auf fremden Grund und Boden die Schürfarbeit durchführen wollte, dann musste er sich mit dem Eigentümer des Grundstücks verständigen, ob und welche Arbeiten durchgeführt werden dürften. Des Weiteren sind für die Schürfarbeit bestimmte bergmännische aber auch wissenschaftliche Kenntnisse erforderlich. Zudem muss vor Beginn der Arbeiten das Terrain genau untersucht werden, um so den möglichst genauen Ansatzpunkt für einen Schurf bestimmen zu können. Hier bediente man sich bis ins 19. Jahrhundert oftmals sehr seltsamer Methoden und zweifelhafter Geländebeobachtungen. Später ging man dazu über, dass vor allen Schürfarbeiten eine geologische Untersuchung des betreffenden Geländes durchgeführt wurde. Für die anschließende Schürfarbeit gilt der Grundsatz, dass die Schürfarbeit immer ein Resultat liefern muss und niemals unbeendet bleiben darf. Anhand des Resultates lässt sich beurteilen, ob die jeweilige Lagerstätte bauwürdig ist oder nicht. War die Schürfarbeit erfolgreich, so konnte beim Bergamt auf die Fundstelle eine Mutung eingelegt werden. Als Belohnung winkte dem Schürfer ein Schürfgeld.

## Tätigkeiten und Ausrüstung
Die Schürfarbeit beschränkt sich auf bergmännische Arbeiten in geringer Teufe. Zudem lässt sich die Schürfarbeit planmäßig fast ausschließlich nur bei Lagerstätten mit linearer Streckung, wie z. B. Flözen oder flözartigen Lagerstätten, durchführen. Die Arbeit beginnt mit dem Wegräumen der Dammerde und der darunter lagernden Schichten. Als Werkzeug für diese Arbeiten wird das allgemeine bergmännische Gezähe, wie beispielsweise die Keilhaue und die Schaufel, eingesetzt. Besonders gut geeignet für die Schürfarbeiten per Hand ist die sogenannte Radhaue. Für umfangreichere Erdarbeiten ist es oftmals auch erforderlich, dass hierfür ein Bagger eingesetzt wird. Die weiteren Schürfarbeiten beschränken sich auf das Erstellen von Schürfgräben, Schürfschächten oder Schürfstollen. Für diese Arbeiten kann auch in manchen Situationen der Einsatz von Lademaschinen erforderlich sein. Je umfangreicher die Arbeiten werden, umso mehr Hilfskräfte werden benötigt, sodass bei fortgeschrittenen Arbeiten für die Belegung eines Schurfbaues bis zu sechs Arbeiter benötigt werden. Bei hartem Gestein oder in größeren Teufen können mitunter Bohrarbeiten oder auch Schießarbeiten erforderlich werden. Wenn ein Schurf eine bestimmte Tiefe erreicht hat, lässt sich der Abraum nicht mehr einfach aus der Vertiefung schaufeln, sodass der Schürfer zusätzliche Hilfsmittel benötigt. Um den Abraum aus dem jeweiligen Schurfbau zu entfernen, werden Tröge oder an Seilen befestigte Förderkübel benötigt. Eine andere Möglichkeit ist es, mittels Bühnen den Abraum in Gefäßen von Mann zu Mann weiterzureichen, um ihn außerhalb zu entleeren. Zu großen Problemen kann es kommen, wenn die Bodenschichten stark wasserführend sind. Wenn das Wasser in den Schurfbau läuft, muss es unter Umständen mittels Pumpen aus dem Schurfbau gepumpt werden.